# Клоковець
46°05′ пн. ш. 15°49′ сх. д. / 46.08° пн. ш. 15.82° сх. д.
Клоковець (хорв. Klokovec) — населений пункт у Хорватії, у Крапинсько-Загорській жупанії у складі громади Крапинські Топлиці.

## Населення
Населення за даними перепису 2011 року становило 755 осіб.
Динаміка чисельності населення поселення:

## Клімат
Середня річна температура становить 10,01 °C, середня максимальна – 24,06 °C, а середня мінімальна – -6,35 °C. Середня річна кількість опадів – 1017 мм.
| Клімат поселення                              | Клімат поселення | Клімат поселення | Клімат поселення | Клімат поселення | Клімат поселення | Клімат поселення | Клімат поселення | Клімат поселення | Клімат поселення | Клімат поселення | Клімат поселення | Клімат поселення | Клімат поселення |
| Показник                                      | Січ.             | Лют.             | Бер.             | Квіт.            | Трав.            | Черв.            | Лип.             | Серп.            | Вер.             | Жовт.            | Лист.            | Груд.            |                  |
| Середній максимум, °C                         | 5,64             | 7,68             | 11,88            | 16,29            | 21,08            | 24,06            | 23,64            | 23,13            | 19,18            | 14,06            | 8,39             | 4,56             |                  |
| Середня температура, °C                       | −0,36            | 1,69             | 5,90             | 10,30            | 15,09            | 18,07            | 19,73            | 19,21            | 15,28            | 10,16            | 4,48             | 0,65             |                  |
| Середній мінімум, °C                          | −6,35            | −4,3             | −0,1             | 4,30             | 9,09             | 12,08            | 15,84            | 15,32            | 11,36            | 6,24             | 0,55             | −3,26            |                  |
| Норма опадів, мм                              | 50               | 52               | 70               | 74               | 87               | 120              | 97               | 98               | 101              | 98               | 98               | 72               |                  |
| Середньомісячна швидкість вітру, м/с          | 1.65             | 1.83             | 2.21             | 2.20             | 2.08             | 1.89             | 1.80             | 1.60             | 1.60             | 1.62             | 1.73             | 1.70             |                  |
| Середньомісячна сонячна радіація, кДж/м²·день | 4074             | 6800             | 10410            | 14780            | 18838            | 20511            | 21422            | 18642            | 13801            | 8608             | 4490             | 3232             |                  |
| --------------------------------------------- | ---------------- | ---------------- | ---------------- | ---------------- | ---------------- | ---------------- | ---------------- | ---------------- | ---------------- | ---------------- | ---------------- | ---------------- | ---------------- |
| Джерело:                                      |                  |                  |                  |                  |                  |                  |                  |                  |                  |                  |                  |                  |                  |